# Glyphicnemis
Glyphicnemis is een geslacht van insecten uit de orde vliesvleugeligen (Hymenoptera) en de familie Ichneumonidae.

## Soorten
- G. atrata (Strobl, 1901)
- G. brevioides (Uchida, 1952)
- G. californica (Cresson, 1879)
- G. clypealis (Thomson, 1883)
- G. mandibularis (Cresson, 1864)
- G. nigrifemorum Luhman, 1986
- G. osakensis (Uchida, 1930)
- G. profligator (Fabricius, 1775)
- G. satoi (Uchida, 1930)
- G. townesi Ciochia, 1973
- G. vagabunda (Gravenhorst, 1829)
- G. vulgaris Luhman, 1986
- G. watanabei (Uchida, 1930)